# 自治旗
自治旗（じちき）は、中華人民共和国の民族区域自治行政体の一種である。
全国に3つの自治旗がある。自治旗は内モンゴル自治区だけにある民族区域自治行政体である。自治旗と自治県の違いは名称のみである。

## 自治旗一覧
- オロチョン自治旗（フルンボイル市、zh:鄂伦春自治旗、zh:呼伦贝尔市）
- エヴェンキ族自治旗（フルンボイル市、zh:鄂温克族自治旗、zh:呼伦贝尔市）
- モリンダワ・ダフール族自治旗（フルンボイル市、zh:莫力达瓦达斡尔族自治旗、zh:呼伦贝尔市）